# 野口準
野口 準（のぐち じゅん、2000年2月6日 - ）は、日本の俳優。大阪府出身。サンミュージックブレーン所属。

## 経歴
2019年4月、サンミュージック若手俳優ユニット「SUNPLUS」に所属。

## 人物
特技はアクロバット（バク転・バク宙など）、アコースティックギター。

## 出演

### CM
- 「ワオ・コーポレーション 能開センター」（ペン回し篇）（2015年11月）[1]
- 「カゴメ 野菜生活100」（2017年3月）[1]
- 「臨海セミナー」（2018年2月）[1]

### テレビ
- 戦国一華麗な敗者復活戦〜今川プリンスと妻の二人三脚〜（2017年7月、NHK）[1]
- 科捜研の女 -season17-（2018年1月、テレビ朝日）第10話：北島しのぶ 役[1]
- 学ぶヒストリー劇場 英傑たちの肉食のすゝめ（2018年9月9日、フジテレビ）[1]
- 京都タクシードライバーの事件簿（2019年2月、TBSテレビ）- 実相浩志 役[1]
- 初めて恋をした日に読む話（2019年2月26日、TBSテレビ）第7話[1]
- 宅飲みシェアハウス（2022年4月22日 - 5月20日、tvk）第1話 - 第5話

### 映画
- 「MUSIC Of MY Life〜Sing Like Talking and 3paths」（2017年10月） - 須藤健太の高校生時代 役[1]
- MANKAI MOVIE「A3!」〜SPRING＆SUMMER〜（2021年12月3日公開）- 向坂椋 役
- MANKAI MOVIE『A3!』〜AUTUMN & WINTER〜〜（2021年12月3日公開）- 向坂椋 役

### 舞台
- 「十五少年漂流記」（2015年8月） - バクスター 役[1]
- サンリオピューロランドミュージカル「ちっちゃな英雄（ヒーロー）」（2016年3月） - ハンス 役[1]
- MANKAI STAGE『A3!』- 向坂椋 役[1]
  - 〜SPRING & SUMMER 2018〜（2018年6月 - 7月・10月 - 11月）
  - 〜AUTUMN & WINTER 2019〜（2019年1月 - 3月）
  - 〜SUMMER 2019〜（2019年8月 - 9月）
  - 〜AUTUMN 2020〜（2020年1月 - 3月）
  - Four Seasons LIVE 2020（2020年9月）
  - Troup LIVE SUMMER〜2021〜（2021年10月）
  - ACT2! 〜SUMMER 2022〜（2022年7月 - 8月）
  - ACT2! 〜AUTUMN 2022〜（2022年11月 - 12月）[2]
  - ACT2! 〜WINTER 2023〜（2023年1月 - 2月）映像出演[3]
  - ACT2! 〜SUMMER 2023〜（2023年8月 - 9月）[4]
  - ACT2! 〜AUTUMN 2023〜（2023年11月 - 12月）[5]
  - Four Seasons LIVE 2024（2024年10月 - 11月）[6]
  - ACT3! 2025（2025年3月 - 5月）[7]
- WBB vol.13「まわれ！無敵のマーダーケース！！」（2018年12月）- 小山田 役[1]
- SUNPLUS 第1回公演「SUMMER BAZAAR〜夏の終わり〜」（2019年10月18日 - 27日、新宿村LIVE）
- さらに『さらざんまい』〜愛と欲望のステージ〜（2019年11月 - 12月） - 陣内燕太 役
- キミノタケ（2021年2月17日 - 25日）- 神乃修二 役
- 舞台「東京リベンジャーズ」- 橘直人 役
  - 舞台「東京リベンジャーズ」（2021年8月）
  - 舞台「東京リベンジャーズ ―血のハロウィン編―」（2022年3月 - 4月）[8]
  - 舞台「東京リベンジャーズ ―聖夜決戦編―」（2023年12月 - 2024年1月）[9]
  - 舞台「東京リベンジャーズ ―天竺編―」（2024年8月 - 9月）[10]
  - * 舞台「東京リベンジャーズ －The LAST LEAP－」（2025年6月 - 7月）[11]
- 霧の中のノスフェラトゥ〜ドラキュラ伝説（2021年9月）- ミナ / ジャスティナ 役[12]
- 舞台「BASARA」（2022年1月）- ハヤト 役[13]
- 冤罪執行遊戯ユルキル the stage（2022年4月 - 5月）- 御室玄徳 役[14]
- あの空を。（2023年1月28日）[15]
- One on One 34th note「face-to-face」（2022年9月22日 - 9月27日）
- 舞台「ラストアンコール〜死者の夜明け〜」（2023年3月23日 - 4月2日）- 樹 役[16]
- 桜姫東文章（2023年5月3日 - 10日）[17]
- 神戸セーラーボーイズ 定期公演 vol.1「ロミオとジュリアス」「Water me! 〜我らが水を求めて〜」（2023年11月26日）[18]
- Action Stage「エリオスライジングヒーローズ」（2024年3月7日 - 24日） - レオナルド・ライト・Jr 役[19]
  - Action Stage「エリオスライジングヒーローズ」-SUMMER FESTIAL-（2025年8月7日 - 24日〈予定〉）[20]
- 舞台「鋼の錬金術師」-それぞれの戦場-（2024年6月8日 - 30日） - ケイン・フュリー 役[21]
- Casual Meets Shakespeare「MACBETH SC」（2024年9月26日 - 10月6日、新宿村LIVE）[22]
- シンる・ひま オリジナ・る ミュージカ・る 革命「もえ・る剣」（2024年12月27日 - 2025年1月19日） - 伊東甲子太郎 役[23]
- 舞台「ジョーカー・ゲームIII」（2025年11月21日 - 30日〈予定〉） - 実井 役[24][25]

### インターネット
- 「ケンタッキーフライドチキン はっ！ケンの旅（2）」（2017年1月）[1]

### スチール
- 「学習塾 イング」（2016年1月）

### イベント
- 「野口準 20th Birthday Event 〜あの、野口20歳になりますけど？〜」（2020年3月14日、仙川フィックスホール）
- MANKAI MOVIE『A3!』〜SPRING & SUMMER〜公開記念舞台挨拶（2021年12月4日）
- MANKAI MOVIE『A3!』〜SPRING & SUMMER〜大ヒット舞台挨拶（2021年12月18日）
- 演劇ドラフトグランプリ（2022年6月14日）[26]
- 野口準 Talk&Live〜愛で溢れますようにっ〜（2022年12月17日）
- JUNPOP 2023（2023年10月7日）
- MANKAI STAGE『A3!』Bloom Fan Meeting 2025（2025年9月27日〈予定〉）[27]